# هارائه

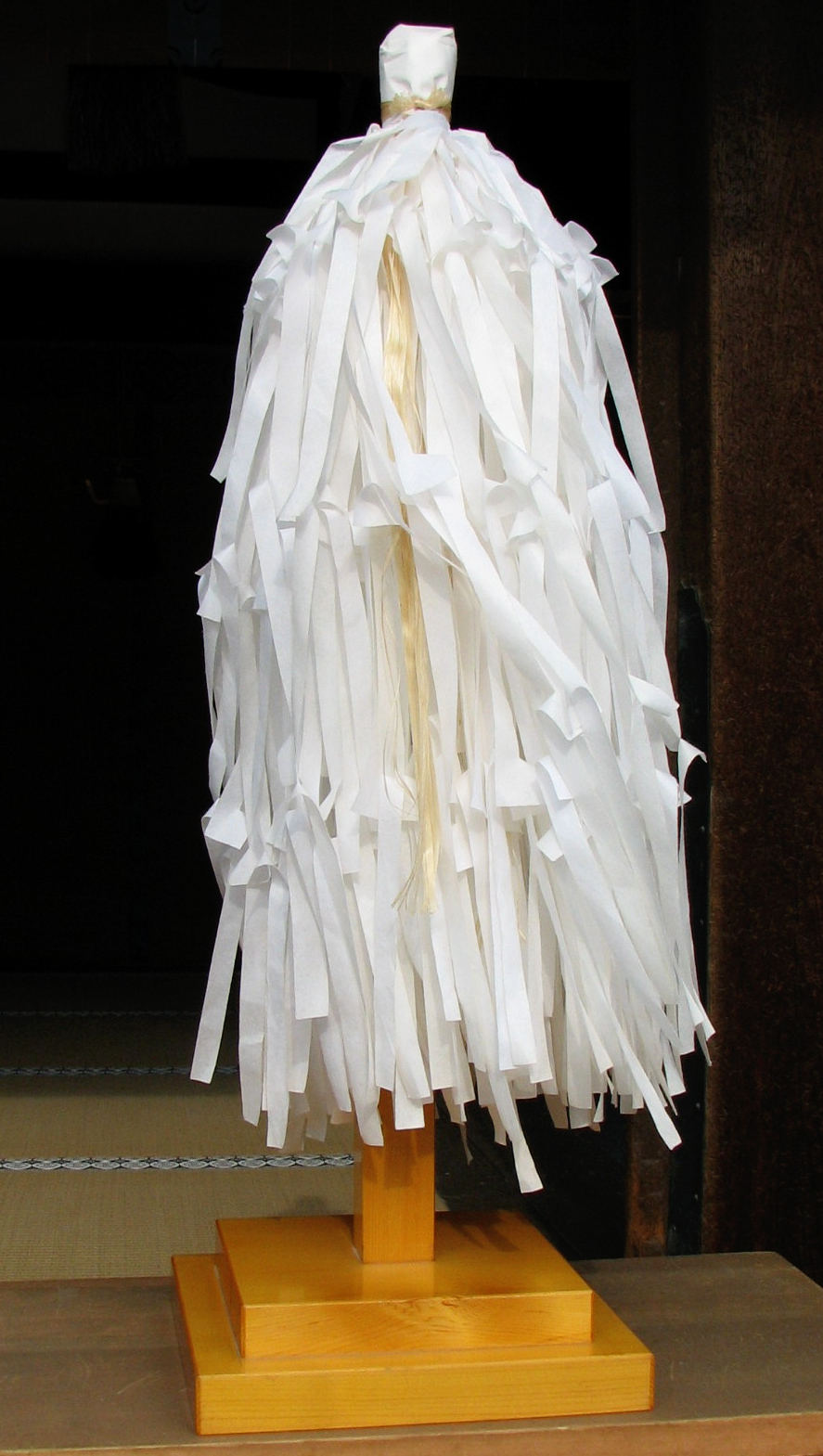
چوب تطهیر، هارایی-گوشی

هارائه، هارای (به ژاپنی: (祓 Harae، 祓い harai) یک اصطلاح عمومی برای آیین‌های در ارتباط با آیین طهارت در شینتو است. هارائه یکی از چهار عنصر اساسی است که در یک مراسم شینتو دخیل است. هدف، تطهیر آلودگی یا گناهان (تسومی) و ناپاکی (که‌گاره) است. این مفاهیم شامل بدشانسی و بیماری و همچنین احساس گناه است.

## چهار عنصر نیایش
همه مراسم دینی به جز عبادت ساده فردی در پیشگاه یک معبد شامل چهار عنصر است تطهیر [کورائی)، پیشکش (شینسن)، دعا (نوریتو) و یک جشن سمبولیک (نائورائی). این امور ممکن است بر حسب موقعیت ساده یا بسیار مفصل برگزار شوند. این از ویژگی‌های شینتو است که پرستش کامی نه تنها از اعماق قلب است بلکه آداب مذهبی ملموسی هم دارد.

## شستشو و تطهیر

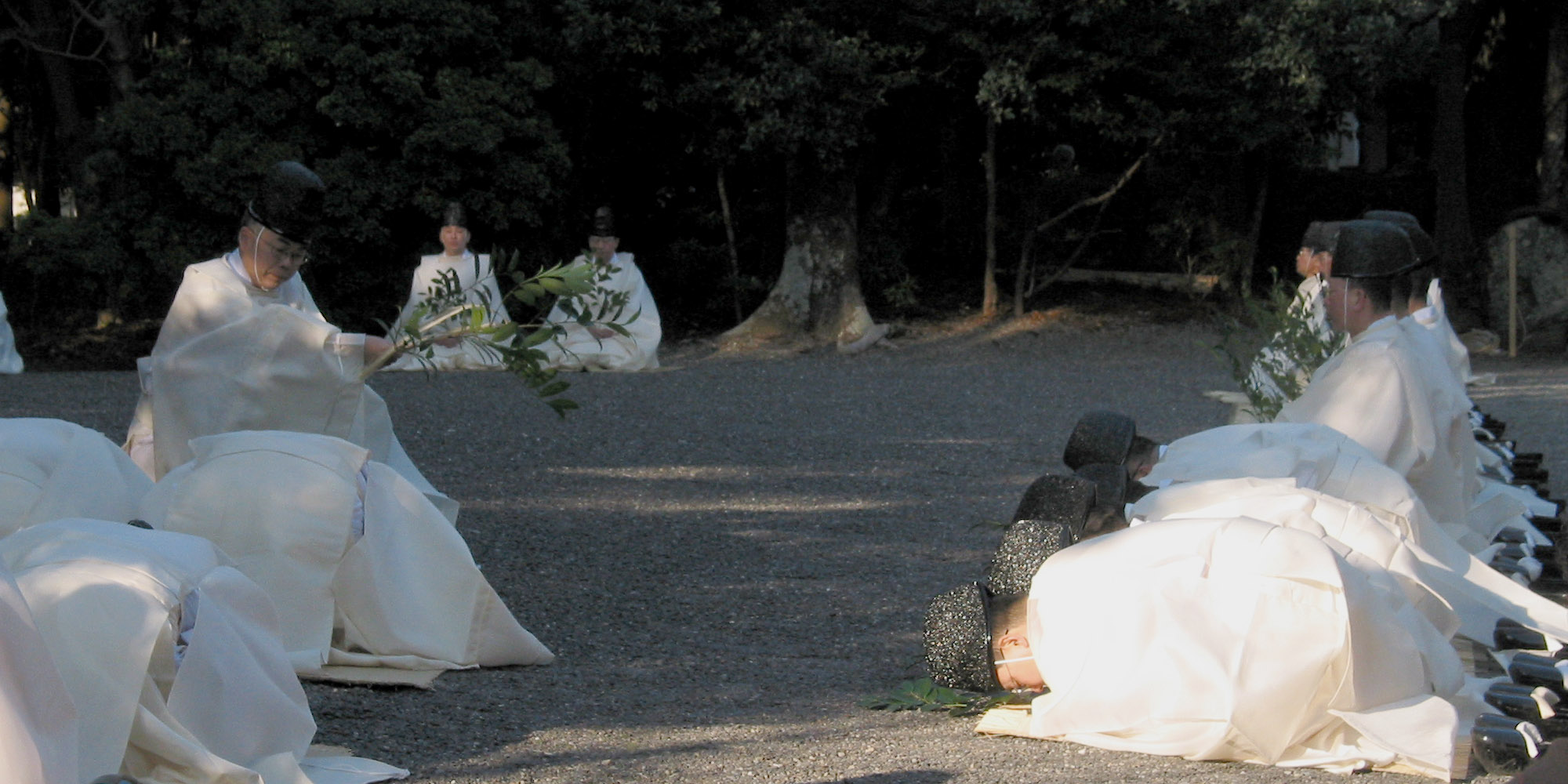
شسشو و تطهیر

شستشو به منظور بر طرف کردن هر گونه آلودگی، نادرستی، و شرارت ناپاکی است که ممکن است مانع حیات بر طبق خواست کامی باشد یا اینکه از تأثیر نیاشی و عبادت فرد بکاهد. کار تطهیر را ممکن است خود نیایش کنندگان یا راهبان انجام دهند.
در حالت معمولی، هر یک از عبادت کنندگان چه راهب و چه یک شخص عادی آداب تطهیر را به صورت فردی انجام می‌دهند که آن عبارت است از شستشوی نمادین دهان و ریختن آب تمیز روی سرانگشتان است که آن را تمیزو به معنای آبِ دست می‌نامند. تطهیر رسمی به همراه یک راهب انجام می‌شود که ابتدا دعای تطهیر را تلاوت می‌کند و سپس یک بادبزن یا چوب تطهیر به نام هارایی-گوشی را روی فرد یا گروه یا چیزی که قرار است تطهیر شود تکان می‌دهند. این عمل معمولاً با افشاندن کمی نمک یا آب نمک همراه است. تطهیر از طریق حمام گرفتن معمولاً میسوگی نام دارد. مراسم تطهیر همه ملت یا کل جهان «اوهارایی» خوانده می‌شود که به معنای تطهیر عظیم است.
در تطهیر زیارتگاه برای انجام یک جشنواره مذهبی، ساختمان معبد و تمامی اجناس و متعلقات آن به خوبی تمیز و محوطه زیارتگاه نیز به دقت جاروکشی می‌شود. به عنوان سمبول‌های نظافت و تطهیر قطعات چوب خیزران، شاخه‌های کوچک ساکاکی یا طنابی از جنس کاه برنج به نام شیمه‌ناوا، که تزئینات کاغذی به نام شید (شینتو) به آنها چسبانده شده‌است، در مکان‌های مناسب زیارتگاه آویزان می‌کنند. راهب قبل از انجام جشنواره و اعیاد باید یک دوره کوتاه زهد و روزه داری را نیز به جای آورد.